# Donald Gollan
Pour les articles homonymes, voir Gollan.
Donald Herbert Louis Gollan, né le 19 janvier 1896 à Paddington et mort le 13 août 1971 à Worthing, est un rameur d'aviron britannique sourd.

## Biographie
Aux Jeux olympiques d'été de 1928 se tenant à Amsterdam, Donald Gollan est médaillé d'argent olympique en huit. Il s'agit de sa seule participation aux Jeux olympiques.